# Перес, Хулио Альберто
Хулио Альберто Перес Куапио (исп. Julio Alberto Pérez Cuapio, род. 30 июля 1977 в Тласкала-де-Хикотенкатле, Мексика) — мексиканский профессиональный шоссейный велогонщик. Победитель трёх этапов Джиро д’Италия. Победитель горной классификации Джиро д’Италия 2002 года.

## Победы
| 2000 - Тур Лангкави — этап 10 2001 - Джиро д’Италия — этап 13 2002 - Джиро д’Италия — этапы 13, 16 и горная классификация 2003 - Неделя Ломбардии — этап 2 и генеральная классификация | 2004 - Бриксия Тур — этап 2а 2005 - Джиро дель Трентино — генеральная классификация 2008 - Тур Коста-Рики — этап 14 |

## Статистика выступлений наГранд Турах
| Гранд Тур | 2000 | 2001 | 2002 | 2003 | 2004 | 2005 | 2006 | 2007 | 2008 |
| --------- | ---- | ---- | ---- | ---- | ---- | ---- | ---- | ---- | ---- |
| Джиро     | сход | 45   | 19   | сход | 33   | 95   | 42   | 40   | 76   |
| Тур       | -    | -    | -    | -    | -    | -    | -    | -    | -    |
| Вуэльта   | -    | -    | -    | -    | -    | -    | -    | -    | -    |